# كنت هارينغتون
كنت هارينغتون (بالإنجليزية: Kent Harrington)‏ (1952، سان فرانسيسكو في الولايات المتحدة)؛ كاتب وروائي أمريكي. درس في جامعة سان فرانسيسكو الحكومية.